# Bertrimont
Bertrimont é uma comuna francesa na região administrativa da Normandia, no departamento de Sena Marítimo. Estende-se por uma área de 4,77 km². Em 2010 a comuna tinha 221 habitantes (densidade: 46,3 hab./km²).